# 마르티 리베롤라
마르티 리벨로라(스페인어: Martí Riverola, 1991년 1월 26일, 바르셀로나 ~ )는 스페인의 축구 선수로, 현재 아틀레틱 클루브 데스칼데스에서 뛰고 있다.